# Poronin (stacja kolejowa)
Poronin – stacja kolejowa w Poroninie, w województwie małopolskim, w Polsce. Według klasyfikacji PKP ma kategorię dworca lokalnego.

## Ruch pasażerski
| Rok  | Wymiana pasażerska na dobę |
| ---- | -------------------------- |
| 2017 | 50-99                      |
| 2022 | 100-149                    |
| 2023 | 100-149                    |
| 2024 | 300-499                    |

## Galeria

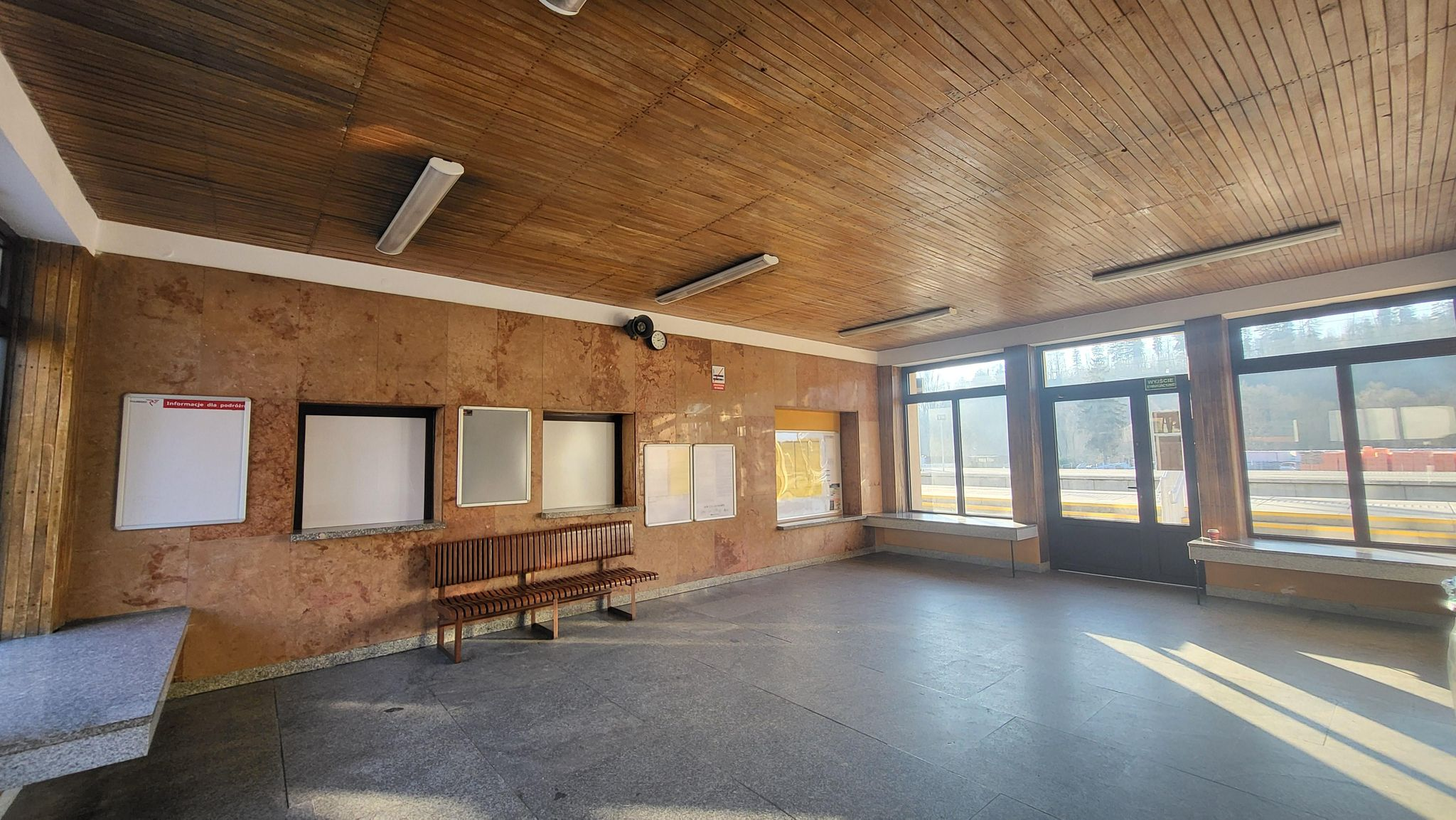
Poczekalnia
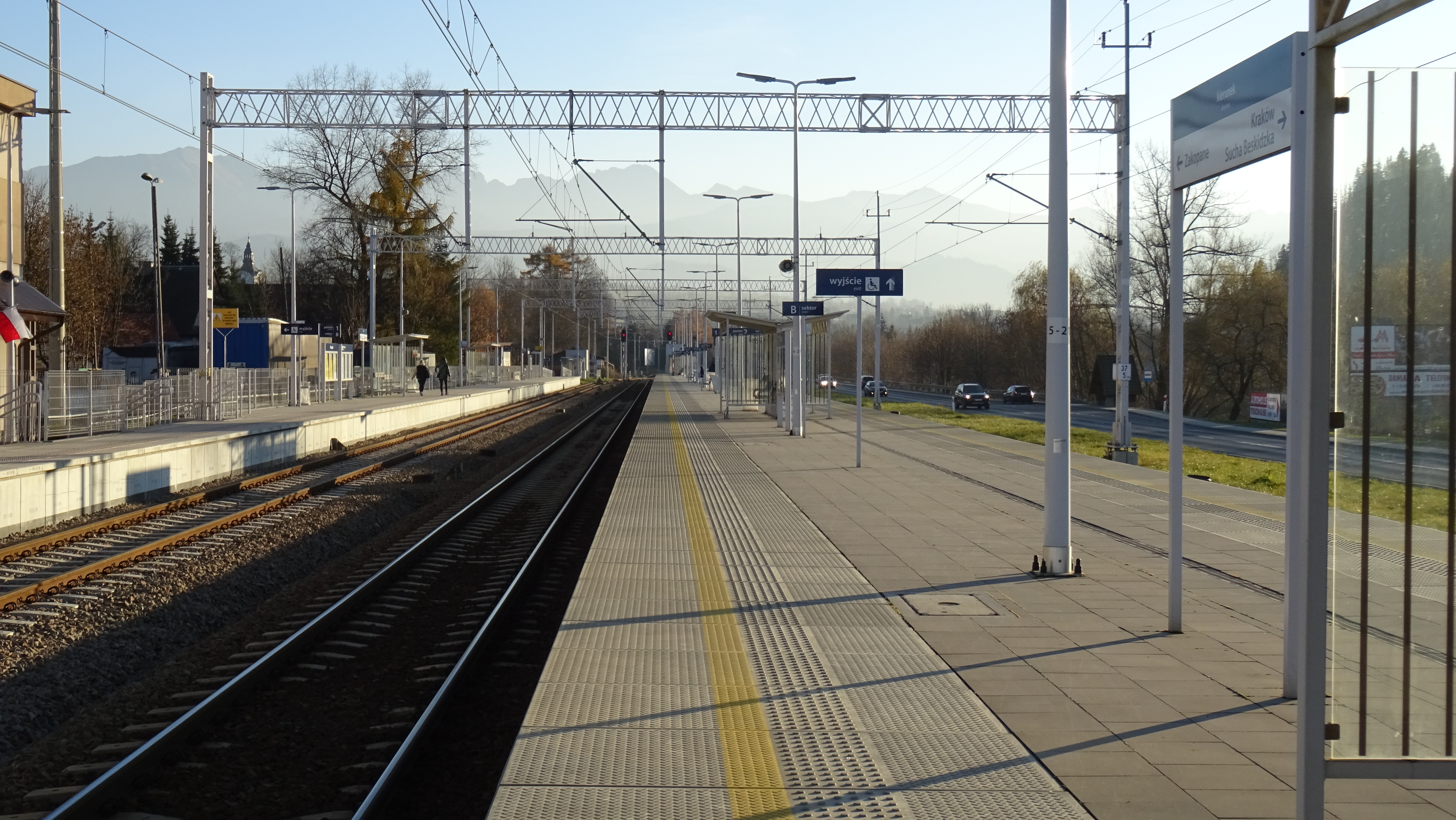
Peron
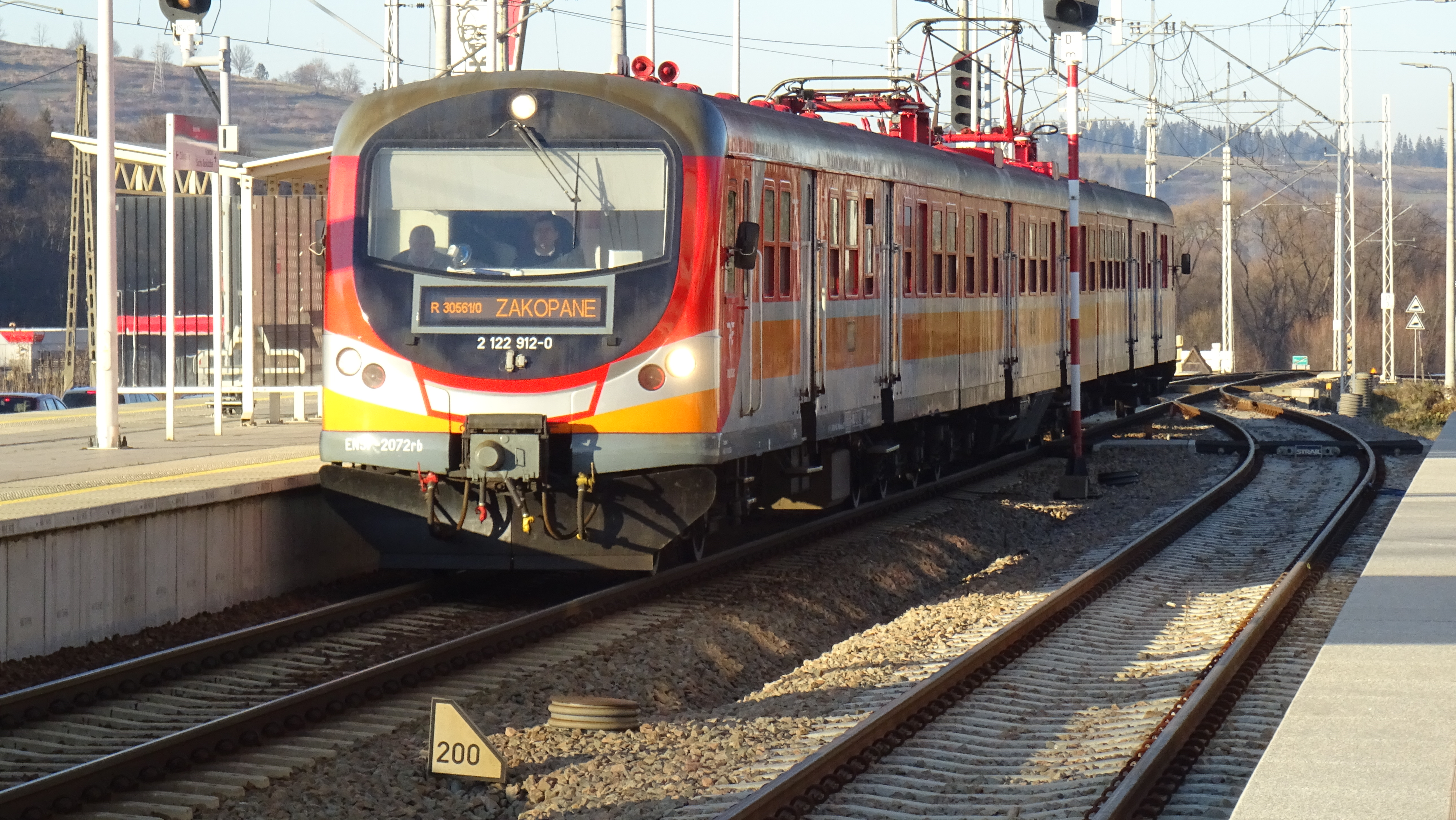
EN57-2072 wjeżdża na stację od strony Białego Dunajca.
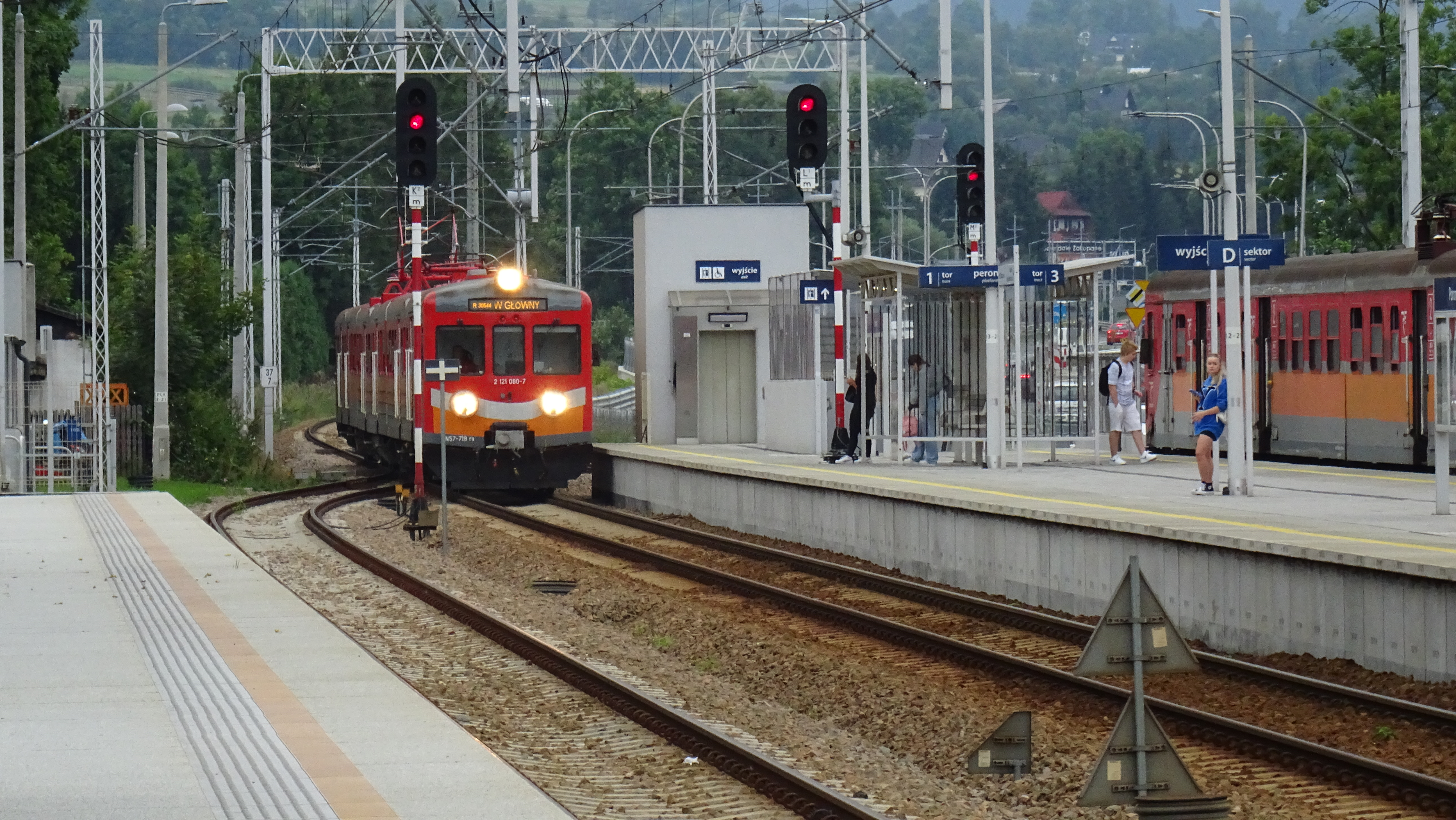
Wjazd pociągu EN57-719 na stację Poronin od strony Zakopanego.